# Чаба Шпандлер
Чаба Шпандлер (угор. Csaba Spandler, нар. 7 березня 1996, Мор, Угорщина) — угорський футболіст, захисник клубу «Фегервар».

## Ігрова кар'єра

### Клубна
Чаба Шпандлер є вихованцем клубу «Фегервар», який на той час мав назву «Відеотон». У 2914 році футболіст підписав професійний контракт з клубом «Академія Пушкаша». 1 серпня у матчі проти «Печ» Шпандлер дебютував у вищому дивізіоні чемпіонату Угорщини.
Другу половину сезону 2015/16 захисник провів в оренді в клубі другого дивізіону «Чаквар». Влітку того року Шпандлер повернувся до «Академії Пушкаша». 
Влітку 2023 року Шпандлер перейшов до клубу «Фегервар», з яким підписав трирічний контракт. 29 липня захисник провів першу гру в новій команді. Також в складі «Фегервара» Чаба відзначився першим голом, забитим у єврокубках — 25 липня 2024 року у матчі кваліфікації Ліги конференцій проти азербайджанського «Сумгаїта».

### Збірна
З 2021 року Чаба Шпандлер активно виступав за юнацькі та молодіжну збірну Угорщини. В травні 2021 року був у розширеному списку гравців національної збірної Угорщини на участь у Євро - 2020.

## Досягнення
Академія Пушкаша
- Фіналіст Кубка Угорщини: 2017/18

 Віце - чемпіон Угорщини: 2020/21